# José Maria das Neves Costa
José Maria das Neves Costa (Carnide, 5 de agosto de 1774 — Lisboa, 19 de outubro de 1841) foi um oficial general do Real Corpo de Engenheiros do Exército Português, que se destacou pelos seus brilhantes e inovadores trabalhos de cartografia militar, em particular nos levantamentos topográficos e na configuração dos terrenos, para além de ter sido um hábil desenhador. Também exerceu importantes funções políticas, entre as quais Ministro e Secretário de Estado dos Negócios da Guerra do efémero 3.º governo do Vintismo. É o patrono do Instituto Geográfico do Exército.

## Biografia
José Maria das Neves Costa nasceu em Carnide, filho de Manuel Cláudio da Costa e de Josefa Maria Vieira, uma família de recursos medianos. Frequentou o curso de Humanidades no Real Colégio das Necessidades, terminado o qual em 1791 ingressou na Academia Real de Marinha, que frequentou até 1793. Seguidamente matriculou-se Academia Real de Fortificação, Artilharia e Desenho, cujo curso terminou em 1796. Ao longo do seu percurso formativo foi considerado um aluno distinto, entre os melhores do seu tempo.
Em 1797, aos 23 anos de idade, foi promovido a segundo-tenente do corpo de engenheiros e colocado na secretaria do marechal-general João Carlos de Bragança, o duque de Lafões. Passou depois à Brigada de Engenharia, onde permaneceu até ser promovido a primeiro-tenente por decreto de 30 de Março de 1801. Em maio desse mesmo ano foi promovido a capitão de infantaria, da primeira plaina da Corte, e colocado como ajudante-de-campo de D. Diogo José Vito de Meneses Noronha Coutinho, o marquês de Marialva, o estribeiro-mor. Exercia essas funções durante a Guerra das Laranjas. Sobre essa experiência escreveu umas Memórias para servirem à História da Campanha do Alentejo no ano de 1801, publicadas postumamente em 1914.
Em 1802 voltou para o corpo de engenheiros e foi nomeado para o estado-maior da Inspecção-Geral das Fronteiras e Costas Marítimas do Reino, um organismo encarregado da inspeção das praças-fortes da fronteira e costas marítimas, comandado pelo marechal-de-campo Louis-François Carlet de La Rozière, o marquês de La Rozière, um distinto oficial de engenharia que tinha servido na Guerra dos Sete Anos integrado no estado-maior do Exército Real de França. No ano seguinte, Neves Costa foi integrado no corpo de estado-maior e na sua nomeação afirma-se esperar «o governo que ele preencheria este serviço com intelligência, zêlo e actividades proprias de um oficial do seu merecimento».
Passou então a trabalhar com outro oficial francês, o brigadeiro Louis Joseph de la Boëssière de Chambors, conde de Chambors, que exercia as funções de chefe da primeira divisão do corpo de engenheiros. Com este oficial efetuou o reconhecimento da fronteira do Alentejo. Neves Costa nutria grande estimação pelo marquês de La Rozière e pelo conde de Chambors, que considerava como seus mestres.
Promovido a capitão engenheiro em 1806, foi escolhido pelo marquês de Marialva para organizar o Arquivo Militar e, em 1807, aos 33 anos de idade, foi promovido a major. Exercia essas funções quando ocorreu a primeira invasão francesa de Portugal, comandada pelo general Jean-Andoche Junot. Permaneceu em Lisboa, sendo colocado sob as ordens do comando das tropas francesas. Foi então encarregado, por ordem do chefe dos engenheiros franceses em Portugal, o coronel Charles-Humbert-Marie Vincent, de realizar em colaboração com o coronel Carlos Frederico de Caula os trabalhos de triangulação e levantamento da área costeira entre o Cabo da Roca e Peniche, para uma carta topográfica do território ao norte de Lisboa e entre o Cabo da Roca e a Ericeira. Destes trabalhos resultaram vários documentos e uma memória sobre a defesa da costa.
Com o prosseguimento da Guerra Peninsular, os trabalhos foram, entretanto, suspensos e, por isso, em 26 de outubro de 1809, enviou a Miguel Pereira Forjaz, o conde da Feira, secretário da Repartição da Guerra da Regência do Reino, uma representação lembrando a importância militar do terreno ao norte de Lisboa e a necessidade de se proceder ao levantamento de uma carta militar, oferecendo-se para a construir por processos expeditos e em pouco tempo. Em 28 de novembro de 1808, por aviso do comandante do Real Corpo de Engenheiros, foi encarregado desse reconhecimento militar e do levantamento da carta, que o ocupou desde essa altura até junho do ano seguinte, embora com algumas interrupções para realização de outras curtas missões. A cartografia produzida foi acompanhada por uma memória sobre as posições defensivas na região a norte de Lisboa.
Após a chegada das tropas britânicas, em 1810 trabalhou no levantamento topográfico e no projeto das Linhas de Torres, às ordens do engenheiro tenente-coronel Sir Richard Fletcher do Real Corpo de Engenheiros Britânico. Em 1811, dirigiu os trabalhos de fortificação da praça-forte de Almeida e, finda a Guerra Peninsular, levantou a carta militar da península de Setúbal.
A 22 de janeiro de 1820 foi promovido a tenente-coronel e promovido a coronel a 18 de dezembro daquele mesmo ano. Aderiu à Revolução Liberal do Porto e ao ideário do liberalismo, sendo eleito em 1822 deputado pelo círculo eleitoral de Setúbal às Cortes do vintismo. No contexto da Vilafrancada, por decreto de 28 de maio de 1823 foi nomeado para o cargo de Ministro e Secretário de Estado dos Negócios da Guerra do 3.º governo do Vintismo. A sua passagem pelo governo foi efémera, reduzindo ao dia 30 de maio, não tendo chegada a exercer porque foi restaurado o absolutismo.
Em 1825 foi nomeado membro da comissão encarregada de reformar os estudos militares. Nesse mesmo ano redigiu umas instruções provisórias pelas quais se deveria regular a execução de obras de fortificação.
Em setembro de 1826 foi nomeado governador interino do Forte da Graça, em Elvas, então designado Forte de Lippe. Nessas funções, nos dias 29 e 30 de abril de 1827 sufocou a rebelião do povo e da maioria da guarnição de Elvas contra a rainha D. Maria II. Em consequência, foi louvado porque «chamado a governar o Forte de Lippe, onde, a prol da Carta Constitucional e de Sua Magestade a Rainha, teve vez de prestar conspicuos serviços, cooperando para o acabamento das revoltas acontecidas na praça d’Elvas, nos dias 29 e 30 de Abril de 1827, mediante os tiros que ordenara, e que sendo moralmente efficazes, pouparam recommendadamente os habitantes pacificos; o que lhe valeu não só enthusiasticos elogios particulares, mas os que foram publicos na ordem do exercito.» Manteve-se no comando do Forte da Graça até 1828.
Durante o período em que prestou serviço no Forte de Lippe produziu uma Memória sobre a organização do Exército em relação ao sistema constitucional, na qual tratou dos direitos e dos deveres do soldado perante a sociedade civil, que lhe competia respeitar e obedecer.
Com o início da Guerra Civil Portuguesa foi colocado em trabalhos de gabinete na Secretaria do Corpo de Engenheiros, posição secundária em relação ao desenvolvimento do conflito que manteve até 1833. Entretanto, em 1831 trabalhou no plano de defesa do Porto de Lisboa e em 1833 esteve a inspecionar os trabalhos da Linha do Sul do Tejo. Após a assinatura em maio de 1834 da Convenção de Évora-Monte que pôs termo à guerra, foi regressando ao serviço mais ativo, mas a posição ambígua assumida durante o reinado de D. Miguel prejudicou a sua carreira militar após a restauração do regime Liberal. Ainda assim, em 1835 foi chamado a participar na reforma do sistema de pesos e medidas e introdução do sistema decimal.
Os trabalhos de reforma do sistema metrológico foram executados no âmbito de uma comissão externa da Câmara dos Pares do Reino. Dessa comissão faziam parte, entre outros, Manuel Gonçalves de Miranda e António Lobo Barbosa Teixeira Ferreira Girão, o 1.º visconde de Vilarinho de São Romão. Nessa altura já sofria de um reumatismo crónico que o impossibilitava, às vezes, para trabalhos activos.
Em 1837 foi nomeado membro da Comissão da Arma de Engenharia. Nesse mesmo ano escreveu uma memória sobre o valor atribuído à légua portuguesa por Francisco António Ciera, um matemático e astrónomo pioneiro na realização de trabalhos geodésicos em Portugal a partir de 1790.
Devido à situação de doença que o afetava, foi reformado em brigadeiro, por incapacidade, a 7 de setembro de 1837. Face à sua precária situação económica, o então visconde Sá da Bandeira, encarregou-o de alguns trabalhos no Arquivo Militar, nomeadamente a elaboração de uma proposta de normas a serem seguidas na elaboração da Carta Itinerária do Reino. Neste período, já quando se encontrava doente, escreveu uma Memória sobre a importância da topografia nas atividades militares. Também se dedicou a uma tradução da obra Traité théorique et pratique des opérations secondaires de la guerre, de Alexandre Lallemand, a que deu o título de Teoria das operações secundárias da guerra, extraída do tratado teórico e prático das ditas operações. Publicou apenas o primeiro volume, deixando o resto da obra em manuscrito.
Viveu os últimos anos da sua vida magoado com o que entendia ser a injustiça e a ingratidão da instituição militar à qual dedicara toda a vida, referindo na advertência publicada como prefácio a uma das suas últimas obras ter sido vítima das intrigas da ambição e dos postos e empregos que costumam seguir-se aos grandes movimentos políticos, que o levaria a ser indirectamente excluído do serviço militar, logo depois da restauração de 1833, e directamente pela reforma, que não havia pedido, em 1837.
Faleceu a 19 de novembro de 1841, com 67 anos de idade. O elogio à sua memória, feito pelo então tenente-coronel Augusto Xavier Palmeirim, foi publicado no Diário do Governo, n.º 248, de 1 de dezembro de 1841. Neves Costa é lembrado na toponímia de Lisboa na freguesia de Carnide.